# 朝霞台駅
朝霞台駅（あさかだいえき）は、埼玉県朝霞市東弁財一丁目にある、東武鉄道東上本線の駅である。駅番号はTJ 13。

## 歴史
- 1974年（昭和49年）8月6日：武蔵野線北朝霞駅（1973年4月1日開業）との乗り換えの便宜を図るために開設。
  - 開設当初は準急（成増以北各駅停車）と普通のみ停車。
- 1998年（平成10年）3月26日：乗り換え客の利便向上のため、急行の停車駅になる[1]。
- 2007年（平成19年）4月27日：発車メロディ使用開始。
- 2013年（平成25年）3月16日：ダイヤ改正により新設された「快速」の停車駅となる。
- 2014年（平成26年）9月30日：駅南口にあった定期乗車券販売窓口は、東松山駅の定期乗車券販売窓口と共に、営業を終了。
- 2019年（平成31年）3月16日：ダイヤ改正により新設された「川越特急」の停車駅となる[2]。
- 2023年（令和5年）3月18日：ダイヤ改正により快速急行の停車駅となる一方で、快速が廃止[3]。
- 2025年（令和7年）3月28日：改札口対正面に新設されたエレベーター専用改札口の使用が開始[4]。

## 駅構造
島式ホーム2面4線を有する地上駅で、ホームは切通し部にある。複々線区間にあり、外側を池袋発着の優等列車が、内側を普通列車および地下鉄線直通列車が走る(東上線の8両編成の乗り入れる駅としては上り電車において唯一の停車位置が前あわせの駅である。そのため女性専用車両の位置も10両のピンクと8両の緑が併用されている)。階段のほか、バリアフリー対応のエスカレーターが設置されている。
駅舎は地平よりやや高い位置にあり、改札口は跨線橋に直結した半橋上駅となっているため、駅舎に入るには北口、南口ともに10段程度階段を上る必要がある。この階段部についても、2004年3月頃にエスカレーターが設置された。
2009年10月上旬に、ピクトグラムを用いた点字付きの、駅構内案内図・トイレ内案内図を設置した。2010年3月頃には、発車案内表示機が更新された。
武蔵野線北朝霞駅が北口側にある。駅舎の北、プラットホームにかかる位置を武蔵野線が高架で越えている。
東武川越駅管区傘下の駅長配置駅で、朝霞駅を管理する。

### のりば
| 番線 | 路線   | 方向 | 行先     |
| ---- | ------ | ---- | -------- |
| 1    | 東上線 | 下り | 川越方面 |
| 2    | 東上線 | 下り | 川越方面 |
| 3    | 東上線 | 上り | 池袋方面 |
| 4    | 東上線 | 上り | 池袋方面 |

- 川越特急池袋行は和光市駅を通過する。そのため、有楽町線・副都心線小竹向原方面へは当駅での乗り換えが必要となる。

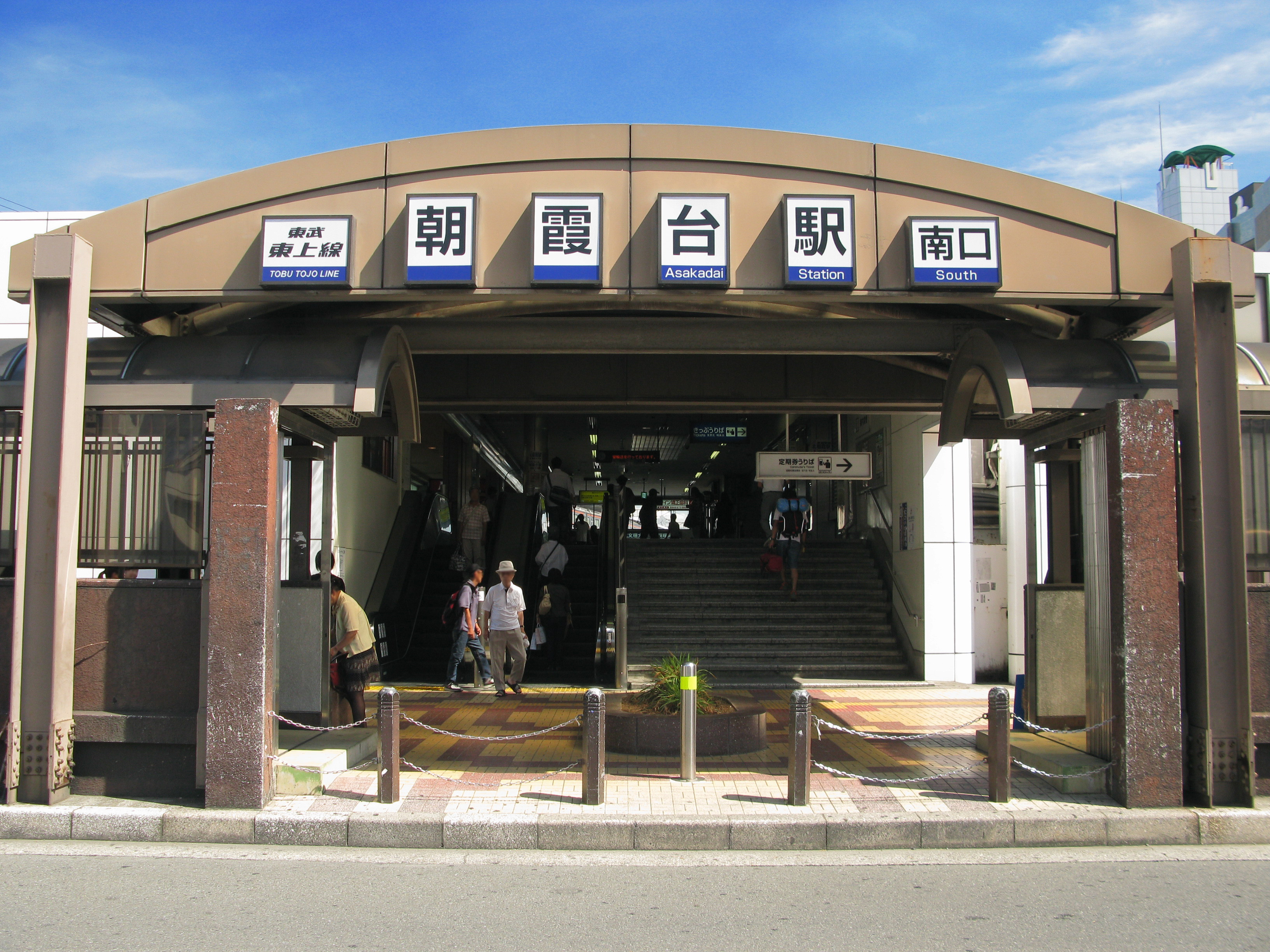
南口（2012年9月）
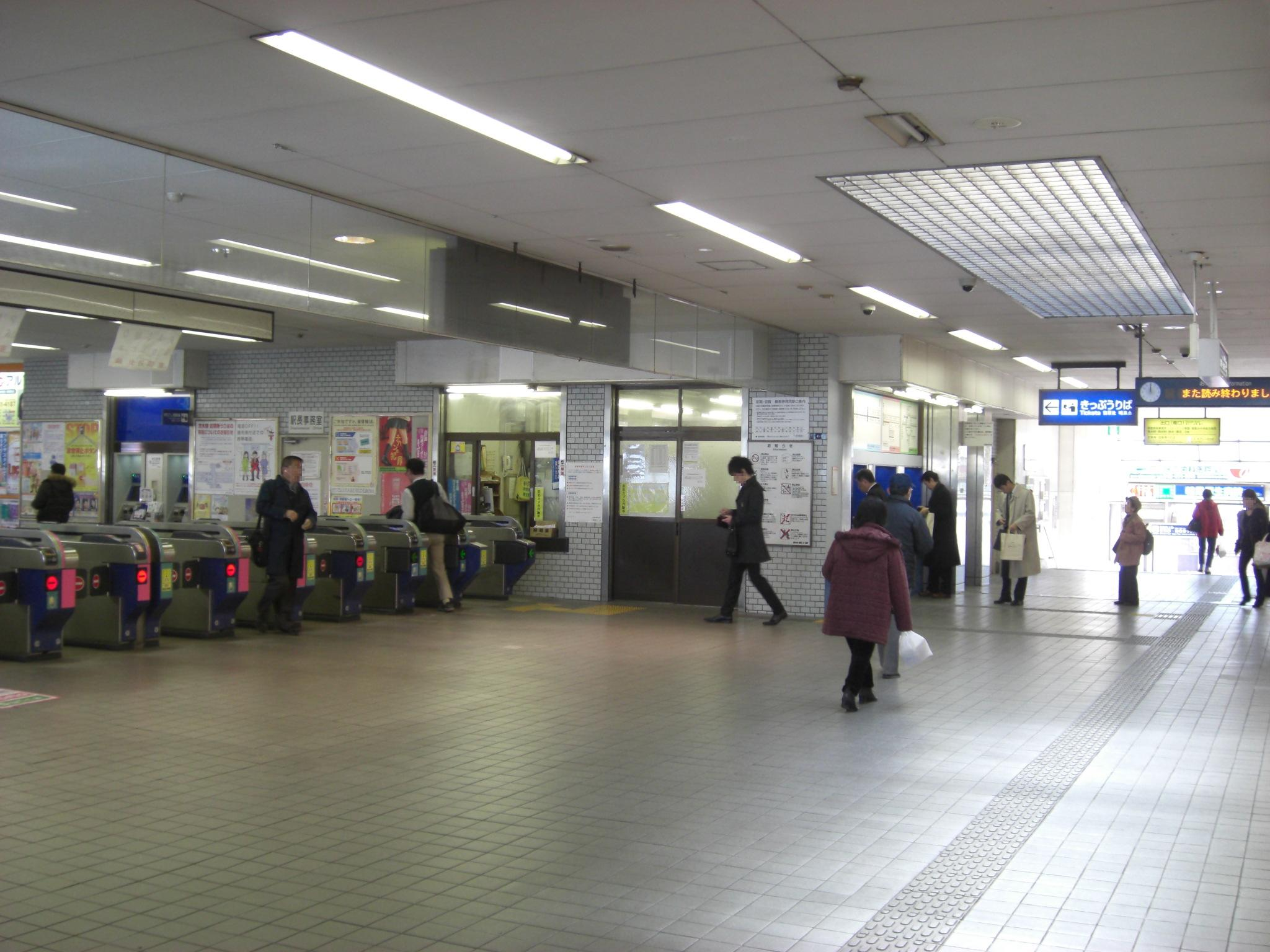
改札口（2009年2月）

## 利用状況
2024年度の1日平均乗降人員は152,331人である。東上線内では池袋駅、和光市駅に次ぐ第3位である。増加傾向ではあるが、2008年度以降は、同年度に大幅に増加した和光市駅より少なくなっている。東武鉄道全体では北千住駅、池袋駅、和光市駅に次いで4番目に多い。
近年の1日平均乗降人員および乗車人員の推移は下記の通り。
| 年度               | 1日平均 乗降人員 | 1日平均 乗車人員 | 出典       |
| ------------------ | ---------------- | ---------------- | ---------- |
| 1978年（昭和53年） | 42,798           |                  |            |
| 1990年（平成02年） | 92,028           | 46,495           |            |
| 1991年（平成03年） | 96,788           | 48,877           |            |
| 1992年（平成04年） | 102,068          | 51,936           |            |
| 1993年（平成05年） | 106,487          | 54,425           |            |
| 1994年（平成06年） | 109,391          | 56,090           |            |
| 1995年（平成07年） | 115,793          | 57,933           |            |
| 1996年（平成08年） | 115,967          | 57,979           |            |
| 1997年（平成09年） | 115,284          | 57,716           |            |
| 1998年（平成10年） | 115,669          | 58,138           |            |
| 1999年（平成11年） | 117,293          | 59,016           | [ * 1 ]    |
| 2000年（平成12年） | 122,307          | 61,429           | [ * 2 ]    |
| 2001年（平成13年） | 127,457          | 62,944           | [ * 3 ]    |
| 2002年（平成14年） | 128,877          | 63,789           | [ * 4 ]    |
| 2003年（平成15年） | 130,907          | 65,022           | [ * 5 ]    |
| 2004年（平成16年） | 132,522          | 65,924           | [ * 6 ]    |
| 2005年（平成17年） | 130,025          | 64,657           | [ * 7 ]    |
| 2006年（平成18年） | 132,289          | 65,813           | [ * 8 ]    |
| 2007年（平成19年） | 138,352          | 68,602           | [ * 9 ]    |
| 2008年（平成20年） | 141,694          | 70,226           | [ * 10 ]   |
| 2009年（平成21年） | 143,756          | 71,319           | [ * 11 ]   |
| 2010年（平成22年） | 146,178          | 72,610           | [ * 12 ]   |
| 2011年（平成23年） | 145,301          | 72,692           | [ * 13 ]   |
| 2012年（平成24年） | 149,650          | 74,881           | [ * 14 ]   |
| 2013年（平成25年） | 154,281          | 77,187           | [ * 15 ]   |
| 2014年（平成26年） | 153,680          | 76,873           | [ * 16 ]   |
| 2015年（平成27年） | 158,140          | 79,109           | [ * 17 ]   |
| 2016年（平成28年） | 161,320          | 80,423           | [ * 18 ]   |
| 2017年（平成29年） | 163,056          | 81,339           | [ * 19 ]   |
| 2018年（平成30年） | 162,963          | 81,322           | [ * 20 ]   |
| 2019年（令和元年） | 161,762          | 80,744           | [ * 21 ]   |
| 2020年（令和02年） | 119,009          | 59,408           | [ * 22 ]   |
| 2021年（令和03年） | 131,316          | 65,597           | [ 東武 3 ] |
| 2022年（令和04年） | 143,856          | 71,893           | [ 東武 4 ] |
| 2023年（令和05年） | 148,983          | 74,442           | [ 東武 5 ] |
| 2024年（令和06年） | 152,331          | 76,113           | [ 東武 1 ] |

## 駅周辺
乗換駅
- 北朝霞駅 - 東日本旅客鉄道（JR東日本）武蔵野線
  - 北口側の駅前広場を共有している。広場の設計は鳳コンサルタント環境デザイン研究所。駅舎は隣接し、連絡通路は屋根で覆われている。駅名は異なるものの、実質同一駅であり乗り換えは便利。開業後、しばらくは周辺に建物も少なく、乗換え目的に特化した駅といった風情であったが、2000年代に入ってからはある程度の商業集積を持つようになっている。

公的施設・学校
- 朝霞市役所朝霞台出張所
- 東京都水道局朝霞浄水場
- 埼玉県朝霞県土整備事務所
- 朝霞市産業文化センター
  - 朝霞市立図書館北朝霞分館
- 朝霞市博物館
- 朝霞県税事務所
- 東洋大学朝霞キャンパス

郵便局・金融機関
- 朝霞三原郵便局
- 朝霞溝沼郵便局
- 朝霞宮戸郵便局
- りそな銀行朝霞台支店[注釈 1]

病院
- 朝霞台メディカルモール
- TMGあさか医療センター

商業施設
- オリンピック朝霞台店
- サミットストア朝霞台店
- 東武ストアフレッシュ&クイック朝霞台店

宿泊施設
- 東横INN北朝霞駅西口

## バス路線
南口側のバス停留所名は朝霞台駅、北口側の停留所名は北朝霞駅である。

### 南口（朝霞台駅停留所）発着
| 乗り場 | 運行会社                      | 系統         | 行先             | 備考         |
| ------ | ----------------------------- | ------------ | ---------------- | ------------ |
| 1      | 西武バス                      | ひばり71     | ひばりヶ丘駅北口 | 深夜バスあり |
| 1      | 西武バス                      | 朝23         | 新座営業所       | 深夜バスあり |
| 2      | 西武バス                      | 久留22       | 東久留米駅東口   |              |
| 2      | 西武バス                      | 朝22         | 新座営業所       |              |
| 2      | 西武バス                      | 朝21・朝24   | 志木駅南口       |              |
| 2      | 西武バス                      | 朝24-1       | 新座営業所       |              |
| 3      | 東武バスウエスト              | 朝04         | 新座車庫         |              |
| 3      | 東武バスウエスト              | 朝04・05     | 朝霞駅東口       |              |
| 3      | 東武バスウエスト 京浜急行バス | 空港リムジン | 羽田空港         | 共同運行     |
| 3      | 東武バスウエスト 東京空港交通 | 空港リムジン | 成田空港         | 共同運行     |

この他、国際興業バスによる深夜急行バスとして池袋駅西口→朝霞台駅行のバスと池袋駅西口→朝霞台駅（降車のみ）→新座駅行のバスがある。

### 北口（北朝霞駅停留所）発着
「北朝霞駅#バス路線」を参照。

## 隣の駅
東武鉄道
 東上本線
■TJライナー
通過
■川越特急
池袋駅 (TJ 01) - 朝霞台駅 (TJ 13) - 川越駅 (TJ 21)
■快速急行
和光市駅 (TJ 11) - 朝霞台駅 (TJ 13) - 川越駅 (TJ 21)
■急行・■準急・□普通
朝霞駅 (TJ 12) - 朝霞台駅 (TJ 13) - 志木駅 (TJ 14)